# Talk.origins
talk.origins (sau Talk.Origins prescurtat t.o.) este o grupă de discuții în limba engleză, din  Usenet, care se preocupă cu teme de evoluție sau originea vieții. Ea deține o arhivă cu argumente științifice, controverse pro și contra ca sci.bio.evolution.